# Più di un gioco
Più di un gioco è una autobiografia del 2001 dell'allenatore di pallacanestro Phil Jackson e del giornalista sportivo Charley Rosen.

## Trama
I due autori incrociano le rispettive storie di vita per raccontare il loro amore per la pallacanestro, conducendo per mano il lettore alla scoperta delle varie forme di questo sport: dalle partite nei campetti di periferia a quelle dei New York Knicks campioni degli anni Settanta; dai Chicago Bulls di Michael Jordan ai Los Angeles Lakers di Shaquille O'Neal e Kobe Bryant.

## Struttura del testo
Il testo è suddiviso in tre macrocapitoli intitolati L'approdo, Esserci e Oltre la vittoria. Ciascuno di essi è suddiviso in altri capitoli che, in alternanza, raccontano momenti diversi della vita e della carriera dei due autori. Il testo si conclude con un glossario che spiega il significato di alcuni termini tecnici del basket.

## Edizioni
- Phil Jackson, Charley Rosen, Più di un gioco, traduzione di Riccardo Vianello, Baldini & Castoldi, 2013,  p. 391, ISBN 978-88-6852-020-5.